# Димитър Митов (футболист)
Димитър Митов е български футболист, който играе като вратар за отбора на Абърдийн в Шотландската висша лига.
Започва кариерата си като футболист на 9-годишна възраст като полеви играч в отбора на ФК Дунав Селановци. През 2009 година е забелязан от скаути от академията на Христо Стоичков и е привлечен от Чавдар Етрополе.
През 2013 година започва да играе за Чарлтън Атлетик, след като отива на проби в Нотингам Форест. През 2015 година прекарва един месец под наем в седмодивизионния Канви Айлънд, където изиграва само 1 мач.
През сезон 2023/24 година играе за шотландския отбор Сейнт Джонстън, където е титуляр.
От началото на сезон 2024/25 година, той играе за Абърдийн в Шотландската Висша лига, където към момента е титуляр.На 24 май 2025 г. след равенство 1:1 в 120-а минута срещу Селтик, Митов спасява две дузпи на финала на купата на Шотландия и по този начин Абърдийн я печели за първи път от 1990 г. насам.

## Успехи

### Абърдийн
- Купа на Шотландия: 2024/25